# Église d'Auteuil (metropolitana di Parigi)
Église d'Auteuil è una stazione della linea 10 della metropolitana di Parigi.

## La stazione
La stazione venne aperta nel 1913 con il nome di Wilhem; acquisì il nome attuale nel 1921 dalla vicina chiesa di Notre-Dame-d'Auteuil. Essa serve la linea 10 soltanto nella direzione del capolinea di Boulogne-Pont de Saint-Cloud.
Essa è la stazione meno trafficata dell'intera rete della Metropolitana di Parigi con un traffico annuo di appena 150.000 viaggiatori.

### Accessi
- place Théodore Rivière.
- uscita: rue Wilhem.

## Interconnessioni
- Bus RATP - 22, 52, 62